# Caloptilia chalcoptera
Caloptilia chalcoptera là một loài bướm đêm thuộc họ Gracillariidae. Nó được tìm thấy ở New South Wales và Queensland.